# Alejandra Conde
Alejandra José Conde Licón (Villa de Cura  21 de abril de 1997) es una modelo, presentadora de TV, estudiante de medicina, y reina de belleza venezolana. Ganadora del título Miss Venezuela Mundo 2020, y que representó a su país en el Miss Mundo 2021, en Puerto Rico.

## Biografía
Conde nació el 21 de abril de 1997, en  Cagua, Aragua pero desde que tiene un año, ha vivido en Villa de Cura. es hija de Mayra Licón, nacida en Caracas; y Héctor Conde, oriundo de Cagua. Tiene tres hermanos: Valentina José Conde, José Manuel Conde y Héctor Isaac Conde. A la 18 años se mudó a Maracay.
Antes de concursar en el Miss Sambil Model 2017 y en el Miss Venezuela 2020, había participado en diferentes actividades sociales dirigidas a niños y ancianos en la comunidad de Villa de Cura. También ha asistido como voluntaria a comedores, actividades dinámicas para niños en escuelas de bajos recursos o actividades en la calle como entrega de regalos, y visitas a diversos a adultos mayores.
Actualmente esta cursando cuarto semestre de medicina en la Universidad Central de Venezuela.

## Carrera

### Sambil Model Venezuela 2017
El jueves, 30 de noviembre de 2017 fue coronada como Sambil Model Venezuela 2017.

### Miss Venezuela Mundo 2020
Conde representó a su estado natal, en el Miss Venezuela 2020, en donde se sometió a diferentes retos previos. El jueves, 24 de septiembre de 2020, obtuvo la corona de Miss Venezuela Mundo 2020, convirtiéndose en la cuarta mujer del estado Aragua que obtiene el mencionado título.
Durante reinando, creó un proyecto social, denominado, Río Blanco: hope, solidarity and resiliency, en donde busca realizar mejoras en la infraestructura y operatividad de un espacio comunitario del que se benefician más de 100 niños venezolanos y más de 50 adultos en la comunidad de Río Blanco, del estado Aragua. Población que fue afectada por las fuertes lluvias, en septiembre del 2020.
Alejandra también ha apoyado a diferentes organizaciones sociales, como el Programa de Liderazgo Femenino de Alimenta la Solidaridad, un modelo de formación que ha permitido a muchas mujeres identificar sus propias voces, fortalecer su autonomía y promover su participación como agentes de cambio en sus comunidades.
El 18 de julio de 2021, fecha en que se celebró el Día del Niño en Venezuela, ella, junto a Caritas Venezuela, distribuyó obsequios a los infantes de la comunidad de Río Blanco.
A fines de julio, gracias al apoyo de organizaciones sin fines de lucro, Alimentando la Solidaridad y Caritas Venezuela, realizó su primera jornada médica para los niños de la comunidad de Río Blanco, donde evaluaron su altura y peso para medir sus niveles nutricionales. Además  donaron el tratamiento de un mes completo de vitaminas para fortalecer su nutrición y crecimiento gracias al aporte de Unicef a través de caritas Aragua.
A comienzo de agosto, se integró como animadora invitada del magazine matutino Portada's, de Venevisión como parte de su preparación para el concurso Miss Mundo 2021.
El 5 de septiembre de 2021 inició una nueva temporada como conductora del programa Venevisión Plus, Más allá de la belleza, junto a Mariángel Villasmil (Miss Venezuela Universo 2020), Luiseth Materán (Miss Universo Venezuela 2021) e Isbel Parra (Miss Internacional Venezuela 2020); compartiendo todas las novedades y preparativos de sus concursos internacionales, así como los detalles para el Miss Venezuela 2021.

### Miss Mundo 2021
Conde representó a su país Venezuela en el Miss Mundo 2021, que se celebró en la isla caribeña de Puerto Rico, el 16 de marzo de 2022 donde quedó dentro del Top 40.

### Televisión
Desde principios de 2024 es presentadora en papel secundario en Portadas al Día.

## Cronología
| Predecesor: Isabella Rodríguez | Miss Venezuela Mundo 2020 | Sucesor: Ariagny Daboin  |
| Predecesor: Nathaly Flores     | Miss Aragua 2020          | Sucesor: Verónica Wallis |

| Venezuela en los Grand Slam 2021 | Venezuela en los Grand Slam 2021 | Venezuela en los Grand Slam 2021 | Venezuela en los Grand Slam 2021 | Venezuela en los Grand Slam 2021 | Venezuela en los Grand Slam 2021 | Venezuela en los Grand Slam 2021 |
| Miss Universo                    | Miss Mundo                       | Miss Internacional               | Miss Intercontinental            | Miss Tierra                      | Miss Supranacional               | Miss Grand Internacional         |
| -------------------------------- | -------------------------------- | -------------------------------- | -------------------------------- | -------------------------------- | -------------------------------- | -------------------------------- |
| Luiseth Materán                  | Alejandra Conde                  | Suspendido                       | Auri López                       | María Daniela Velasco            | Valentina Sánchez                | Vanessa Coello                   |

- Datos: Q106918615